# Rytminstrument
Rytmistrument är ett musikinstrument som anger rytmen i en musikalisk ensemble. Slagverk, basgitarr och bastuba fungerar för det mesta som rytminstrument. Banjo, gitarr och piano kan komplettera dessa, även om de oftare spelar solo.